# 三汊埠站
三汊埠站是一个京广铁路上的铁路车站，位于湖北省孝感市孝南区三汊镇，建于1901年，目前为四等站，邮政编码为432126。目前客运：办理旅客乘降；行李、包裹托运；货运：办理整车货物发到；不办理罐装危险货物到达。